# Astropecten indicus
Espèce
Astropecten indicus est une espèce d'étoiles de mer de la famille des Astropectinidae.

## Description
C'est une Astropecten régulière et assez classique, avec généralement cinq branches triangulaires à bout arrondi, entourées à leur marge de longs piquants mobiles, et un corps aplati. Elle est en général bleue ou grise, avec la base des piquants orange. 
On distingue cette espèce par ses plaques supéromarginales dépourvues de grand piquant : elles peuvent être totalement imberbes, ou disposer d'un petit piquant conique seulement sur une partie des bras. Souvent, ce piquant sera en position interne dans les plaques proximales, et en position interne dans les plaques plus distales (à partir de la 5e ou 7e, généralement, avec une transition par des plaques imberbes ou parfois avec deux piquants). Sur la face inférieure des inféromarginales proximales, on trouve un piquant qui se rapproche du bord distal de la plaque. Les piquants inféromarginaux sont au nombre de trois, avec le central seulement qui est très allongé. 
Les deux piquants adambulacraires de la rangée externe sont très inégaux et le piquant distal est toujours bien plus long et épais, relativement au piquant proximal qui est extrêmement petit. 

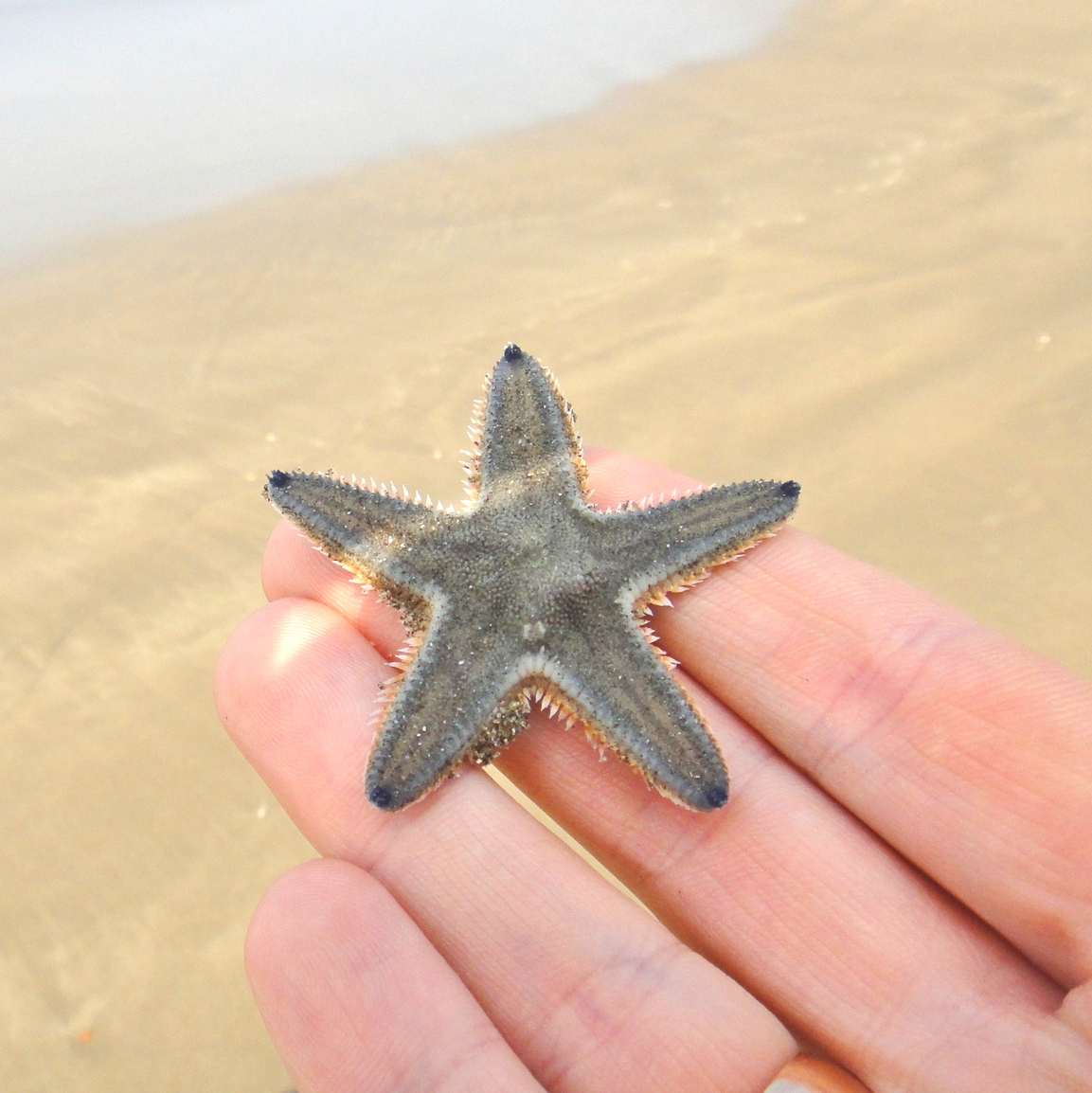

Le genre Astropecten est particulièrement large et complexe, et cette espèce est difficile à différencier de nombreuses autres, comme Astropecten vappa (qui a des piquants sur les premières supéromarginales plus longs).

## Systématique
Le nom valide complet (avec auteur) de ce taxon est Astropecten indicus Döderlein, 1888,.
Astropecten indicus a pour synonymes :
- Astropecten koehleri de Loriol, 1899
- Astropecten pleiacanthus Bedford, 1900

### Publication originale
- (de) L. Döderlein, « Echinodermen von Ceylon. Bericht über die von den Herren Dres Sarasin gesammelten Asteroidea, Ophiuroidea und Echinoidea », Zoologische Jahrbücher. Abteilung für Systematik, Geographie und Biologie der Tiere, Smithsonian Institution, vol. 3,‎ 1888, p. 821–846 (ISSN 0323-7087, DOI 10.5962/BHL.PART.1933, lire en ligne).